# Bino Bini
Bino Bini (* 23. Januar 1900 in Livorno; † 5. April 1974 ebenda) war ein italienischer Säbelfechter.

## Erfolge
Bino Bini nahm an den Olympischen Spielen 1924 in Paris mit Erfolg teil, da er mit der Mannschaft ungeschlagen Olympiasieger wurde. Im Einzel trat er wie Marcello Bertinetti und Giulio Sarrocchi aus Protest nicht zur Finalrunde an, nachdem ihr Mannschaftskollege Oreste Puliti disqualifiziert worden war. 1926 gewann er in Budapest bei der Weltmeisterschaft die Bronzemedaille im Einzel. Bei seinen zweiten Olympischen Spielen 1928 in Amsterdam belegte er im Einzel den Bronzerang, während er sich mit der Mannschaft in der Finalrunde lediglich Ungarn geschlagen geben musste und Zweiter wurde.